# Доња Рашеница
Доња Рашеница (чеш. Dolná Rášenica) је насељено мјесто у саставу града Грубишног Поља, у Бјеловарско-билогорској жупанији, Република Хрватска.

## Географија
Доња Рашеница се налази око 5 км југоисточно од Грубишног Поља.

## Становништво
Према попису становништва из 2011. године, насеље Доња Рашеница је имало 164 становника.
| Демографија | Демографија | Демографија |
| Година      | Становника  | Становника  |
| ----------- | ----------- | ----------- |
| 1981.       | 301         |             |
| 1991.       | 233         |             |
| 2001.       | 201         |             |
| 2011.       |             | 164         |

## Попис 1991.
На попису становништва 1991. године, насељено место Доња Рашеница је имало 233 становника, следећег националног састава:
| Попис 1991.‍  | Попис 1991.‍  | Попис 1991.‍ | Попис 1991.‍ | Попис 1991.‍ |
| ------------ | ------------ | ----------- | ----------- | ----------- |
|              |              |             |             |             |
| Чеси         | Чеси         |             | 129         | 55,36%      |
| Хрвати       | Хрвати       |             | 67          | 28,75%      |
| Срби         | Срби         |             | 30          | 12,87%      |
| Мађари       | Мађари       |             | 3           | 1,28%       |
| Италијани    | Италијани    |             | 1           | 0,42%       |
| Југословени  | Југословени  |             | 1           | 0,42%       |
| Немци        | Немци        |             | 1           | 0,42%       |
| неопредељени | неопредељени |             | 1           | 0,42%       |
| укупно: 233  |              |             |             |             |